# Семмі Гравано
Сальваторе «Семмі Бик» Гравано (англ. Salvatore Gravano, нар. 12 березня 1945) — американський гангстер, який став заступником боса злочинної родини Гамбіно. Будучи андербосом, Гравано відіграв важливу роль у судовому переслідуванні Джона Готті, боса злочинної родини, погодившись свідчити в урядовій угоді по захисту свідка проти Готті та інших бандитів, в якій він зізнався в причетності до 19 вбивств.
Спочатку був помічником злочинної родини Коломбо, а пізніше — у бруклінської фракції родини Гамбіно, Гравано був частиною групи, яка змовилася вбити боса Гамбіно Пола Кастеллано в 1985 році. Гравано зіграв ключову роль у плануванні та виконанні вбивства Кастеллано, а також з Джоном Готті, Анджело Руджеро, Френком ДеЧікко та Джозеф Армоне.

## Сім'я Гамбіно
Семмі Гравано став членом родини Гамбіно у 1976 році. Він був введений у родину його тодішнім хрещеним батьком, Полом Кастеллано, капітаном та зятем хрещеного отця Карло Гамбіно.
Вірність Гравано родині Гамбіно була абсолютною, настільки, що він наказав стратити свого зятя Ніколаса Скібетту від імені сім'ї. Скібетта продовжував провокувати інших мафіозі та вживати кокаїн. Він підписав свій смертний вирок, образивши племінницю тодішнього капореджима Френка ДеЧікко.
Його тіло зникло, і було знайдено лише його руку. Він був вірним солдатом Пола Кастеллано. На той час Джон Готті був близьким до бригади Аніелло Деллакроче. Після смерті Гамбіно Пол Кастеллано стає босом сім'ї на шкоду Деллакроче та його команді.
У цей час Гравано почав заробляти статки на девелопменті. Готті, бачачи, як зростає аура Гравано, приєднується до нього.
Він вирішив усунути Кастеллано у 1985 році, після вбивства якого Джон Готті став хрещеним батьком родини Гамбіно. Коли андербос Готті, Френк ДеЧікко, помирає внаслідок вибуху своєї машини на замовлення боса сім'ї Дженовезе Вінсента Джиганте, але в машині замість Готті опинився Френк.

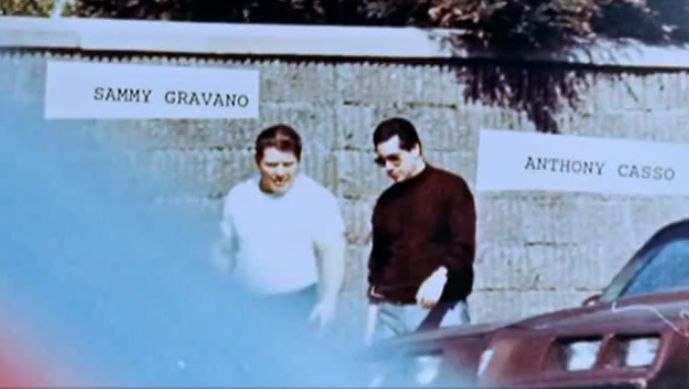
Фото з камер спостереження ФБР Ентоні Кассо і Семмі Гравано 1980 ті.

Вінсент Джиганте вирішив усунути Готті після того, як він замовив боса сім'ї, бо за правилами коза ностри ніхто не має права вбити боса без схвалення комісії.

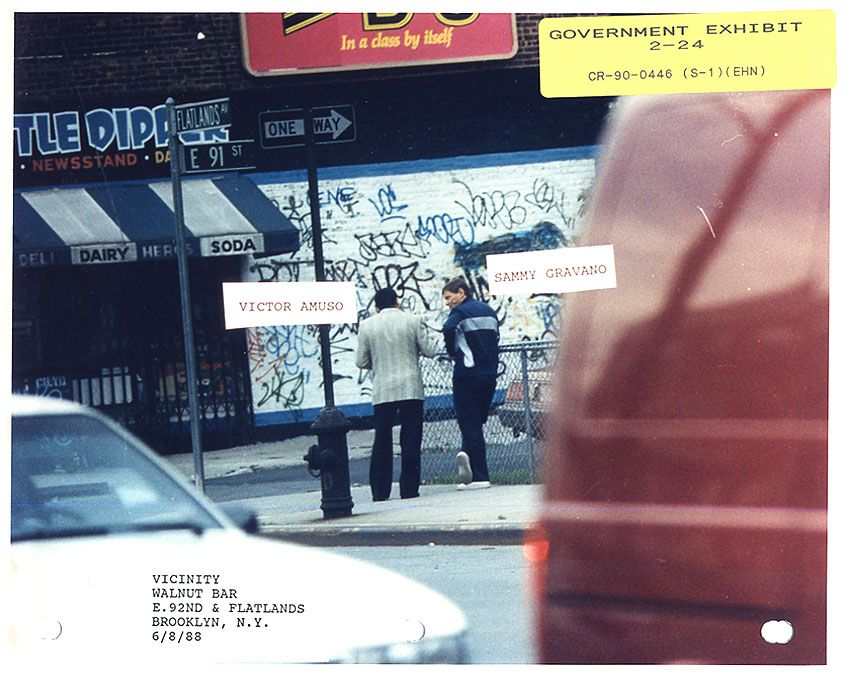
Фото з камер спостереження ФБР, 6 червня 1988 року. На якій бос злочинної сім'ї Луккезе Віктор Амузо та заступник боса злочинної родини Гамбіно Семмі Гравано.

Джона було засуджено до смерті босами інших сімей.
Після цього випадку Гравано призначається андербосом у сім'ї Готті.

## Арешт і ув'язнення
У лютому 2000 року Гравано та майже 40 інших учасників зграї, включаючи його колишню дружину Дебру, доньку Карен і сина Джерарда, були заарештовані за федеральними та державними звинуваченнями в торгівлі наркотиками. 
У 2001 році Гравано та його сину Джерарду федеральний уряд висунув дзеркальні звинувачення. У 2002 році Гравано був засуджений у Нью-Йорку до двадцяти років ув'язнення. Через місяць його також засудили в Арізоні до дев'ятнадцяти років ув'язнення загально. Теоретично він не мав права на умовно-дострокове звільнення до 2019 року, проте все ж його було звільнено 20 вересня 2017 р.

## В культурі
У телевізійному фільмі HBO 1996 року «Готті» актор Вільям Форсайт зіграв Гравано.

## Блог на YouTube
Сьогодні Сальваторе веде свій блог на YouTube, де розповідає про своє життя та події своєї кримінальної біографії.